# Pink sauce
La pink sauce (en español «salsa rosa») es una salsa para mojar de color rosa creada por la usuaria de TikTok «Chef.pii». Es conocida por su controversia debido a reportes de intoxicación alimentaria asociados a su consumo.

## Historia
La usuaria de TikTok «Chef.pii» anunció la Pink sauce a través de la aplicación en junio de 2022, y el producto salió a la venta el 1 de julio de 2022. Al 3 de agosto de 2022, el producto se encontraba agotado.

## Ingredientes
Según su creadora, la salsa contiene aceite de girasol, pitahaya (fruta del dragón), miel cruda, chile y ajo.

## Controversia
La salsa ha generado controversia sobre su etiqueta de información nutricional, ya que indicaba una cantidad incorrecta de salsa en la botella. Las preocupaciones incluyen que el tono es rosado (que a menudo se compara con Pepto-Bismol), empaque deficiente, presunción de que se agregaron ingredientes que no están en la lista de ingredientes (como mayonesa), y el hecho de que contiene leche que, envasada en una bolsa, podría quedar contaminada con botulismo. Se alega que algunos consumidores de la salsa han sido enviados al hospital. También ha habido informes de que el producto huele a podrido.

## Respuesta de la creadora
El creador explicó que la indicación incorrecta de la cantidad fue un error. Cuando se le preguntó si su producto fue aprobado por la FDA (Food and Drug Administration, Administración de Alimentos y Medicamentos), afirmó que su producto no es un «producto médico», lo que provocó más reacciones negativas, incluidos comentarios de personas que señalaron que la F en FDA es por food, «alimento» en inglés.

## Intervención de la FDA
El 2 de agosto de 2022, la FDA revisó la salsa y anunció una prueba de sabor oficial de la misma. Según la creadora, la FDA encontró que el negocio cumplía totalmente con sus regulaciones. Esto aún no ha sido verificado por la FDA.